# Cúp bóng đá Bulgaria 1949
Cúp bóng đá Bulgaria 1949 là mùa giải thứ 9 của Cúp bóng đá Bulgaria (trong giai đoạn này có tên là Cúp Quân đội Xô-viết). Levski Sofia giành chức vô địch khi đánh bại CSKA Sofia 2–1 ở trận đá lại thứ hai sau khi hòa 1–1 trong trận chung kết và 2–2 trong trận đá lại thứ nhất.

## Vòng Một
| 3 tháng 4 năm 1949  | 3 tháng 4 năm 1949 | 3 tháng 4 năm 1949 |
| Đội 1               | Tỉ số              | Đội 2              |
| ------------------- | ------------------ | ------------------ |
| Tundzha Yambol      | 0–4                | CSKA Sofia         |
| Hebar Pazardzhik    | 1–4                | Levski Sofia       |
| Spartak Varna       | 0–1                | Spartak Sofia      |
| Chernomorets Burgas | 2–1                | Lokomotiv Sofia    |
| Dinamo Sofia        | 1–4                | Bdin Vidin         |
| Spartak Pleven      | 2–1                | Lokomotiv Plovdiv  |
| Minyor Pernik       | 2–1                | Cherno More Varna  |
| Marek Dupnitsa      | 0–0 (aet) 0–2 (R)  | Slavia Sofia       |

## Tứ kết
| 17 tháng 4 năm 1949 | 17 tháng 4 năm 1949 | 17 tháng 4 năm 1949 |
| Đội 1               | Tỉ số               | Đội 2               |
| ------------------- | ------------------- | ------------------- |
| CSKA Sofia          | 1–1 (aet) 3–2 (R)   | Spartak Sofia       |
| Levski Sofia        | 7–0                 | Minyor Pernik       |
| Slavia Sofia        | 4–0                 | Bdin Vidin          |
| Spartak Pleven      | 3–1                 | Chernomorets Burgas |

## Bán kết
| 1 tháng 5 năm 1949 | 1 tháng 5 năm 1949 | 1 tháng 5 năm 1949 |
| Đội 1              | Tỉ số              | Đội 2              |
| ------------------ | ------------------ | ------------------ |
| Spartak Pleven     | 4–6                | CSKA Sofia         |
| Levski Sofia       | 1–0                | Slavia Sofia       |

## Chung kết

### Trận đầu tiên
| Levski Sofia    | 1−1 (s.h.p.) | CSKA Sofia  |
| --------------- | ------------ | ----------- |
| K. Georgiev 81' |              | Stefanov 6' |

### Trận thứ hai
| Levski Sofia         | 2−2 (s.h.p.) | CSKA Sofia                 |
| -------------------- | ------------ | -------------------------- |
| A. Dimitrov 56', 59' |              | Bogdanov 36' · Milanov 51' |

### Trận thứ ba
| Levski Sofia                  | 2−1 (s.h.p.) | CSKA Sofia          |
| ----------------------------- | ------------ | ------------------- |
| Spasov 78' · A. Dimitrov 113' |              | Bozhilov 2' (ph.đ.) |